# Sainte-Marie–Saint-Jacques
Pour les articles homonymes, voir Sainte-Marie et Saint-Jacques.
Circonscription électorale provinciale du Canada
Sainte-Marie–Saint-Jacques est une circonscription électorale provinciale québécoise située à Montréal. Elle correspond aux quartiers de Saint-Jacques, de Sainte-Marie, du Vieux-Montréal et à une partie du Plateau Mont-Royal.

## Sociodémographie

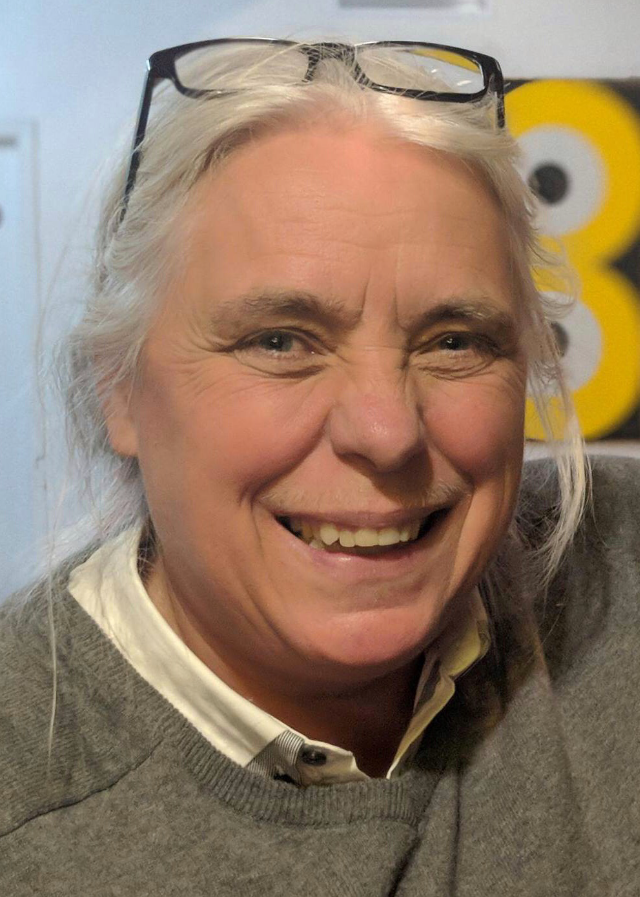
Manon Massé est députée de Sainte-Marie-Saint-Jacques depuis 2014 pour Québec Solidaire

|                            | Sainte-Marie–Saint-Jacques | Le Québec |
| -------------------------- | -------------------------- | --------- |
| Population totale          | 60 060                     | 7 903 001 |
| Hommes                     | 56,1 %                     | 49,0 %    |
| 0-14 ans                   | 8,3 %                      | 15,9 %    |
| 15-29 ans                  | 27,0 %                     | 18,6 %    |
| 30-44 ans                  | 27,8 %                     | 19,6 %    |
| 45-59 ans                  | 20,3 %                     | 23,4 %    |
| 60 ans et plus             | 16,6 %                     | 22,4 %    |
| Âge médian                 | 35,9                       | 41,9      |
| En couple                  | 36,2 %                     | 56,4 %    |
| Célibataires               | 51,0 %                     | 29,2 %    |
| Séparés, divorcés ou veufs | 12,0 %                     | 14,4 %    |

## Historique
La nouvelle circonscription a été créée en 1988 en fusionnant une partie de l'ancienne circonscription de Sainte-Marie avec une partie de celle de Saint-Jacques. Le reste de ces anciennes circonscriptions est alors passé respectivement dans Hochelaga-Maisonneuve et dans Saint-Louis. 
En 1992 les limites de Sainte-Marie–Saint-Jacques sont modifiées en lui ajoutant une partie de Saint-Louis, en particulier le Vieux-Montréal, et en lui retranchant une partie de territoire qui est envoyée dans Mercier, entre la rue Rachel et l'avenue du Mont-Royal. 
En 2017, la première version du rapport de la Commission de la représentation électorale prévoyait le démantèlement de Sainte-Marie–Saint-Jacques pour créer une nouvelle circonscription nommée "Ville-Marie", correspondant en grande partie à l'arrondissement du même nom. Cette proposition est critiquée, notamment par les représentants de la communauté LGBT dont la présence est forte dans la circonscription. Dans son découpage révisé de la carte électorale, la CRÉ abandonne finalement la fusion de Sainte-Marie-Saint-Jacques dans Ville-Marie et la circonscription est maintenue, principalement au nom du respect des communautés naturelles.     

## Territoire et limites
La circonscription de Sainte-Marie–Saint-Jacques comprend une importante partie de l'arrondissement Ville-Marie de la ville de Montréal, ainsi qu'une partie de l'arrondissement du Plateau-Mont-Royal située au sud de la rue Rachel. Elle est limitée à l'est par la rue Frontenac, au sud par le fleuve Saint-Laurent et à l'ouest par une ligne passant par le boulevard Saint-Laurent, la rue Sanguinet et la rue McGill. Elle inclut une partie du Plateau-Mont-Royal (notamment le parc La Fontaine), les quartiers de Saint-Jacques, Sainte-Marie, Village gai et Vieux-Montréal, ainsi que les îles du parc Jean-Drapeau et la Cité du Havre.

## Députés
| Législature                                                           | Années       | Député        | Député          | Parti            |
| --------------------------------------------------------------------- | ------------ | ------------- | --------------- | ---------------- |
| Sainte-Marie–Saint-Jacques Créée depuis Sainte-Marie et Saint-Jacques |              |               |                 |                  |
| 34e                                                                   | 1989–1994    |               | André Boulerice | Parti québécois  |
| 35e                                                                   | 1994–1998    |               | André Boulerice | Parti québécois  |
| 36e                                                                   | 1998–2003    |               | André Boulerice | Parti québécois  |
| 37e                                                                   | 2003–2005    |               | André Boulerice | Parti québécois  |
| 37e                                                                   | 2006–2007    | Martin Lemay  |                 | Parti québécois  |
| 38e                                                                   | 2007–2008    | Martin Lemay  |                 | Parti québécois  |
| 39e                                                                   | 2008–2012    | Martin Lemay  |                 | Parti québécois  |
| 40e                                                                   | 2012–2014    | Daniel Breton |                 | Parti québécois  |
| 41e                                                                   | 2014–2018    |               | Manon Massé     | Québec solidaire |
| 42e                                                                   | 2018–2022    |               | Manon Massé     | Québec solidaire |
| 43e                                                                   | 2022–présent |               | Manon Massé     | Québec solidaire |

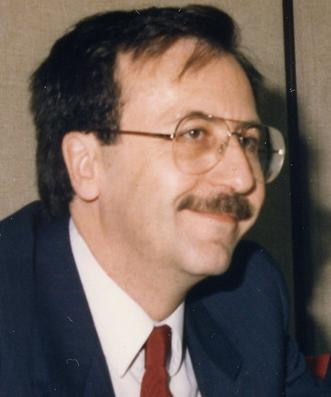
André Boulerice est député de Sainte-Marie-Saint-Jacques de 1989 à 2005 pour le Parti québécois.
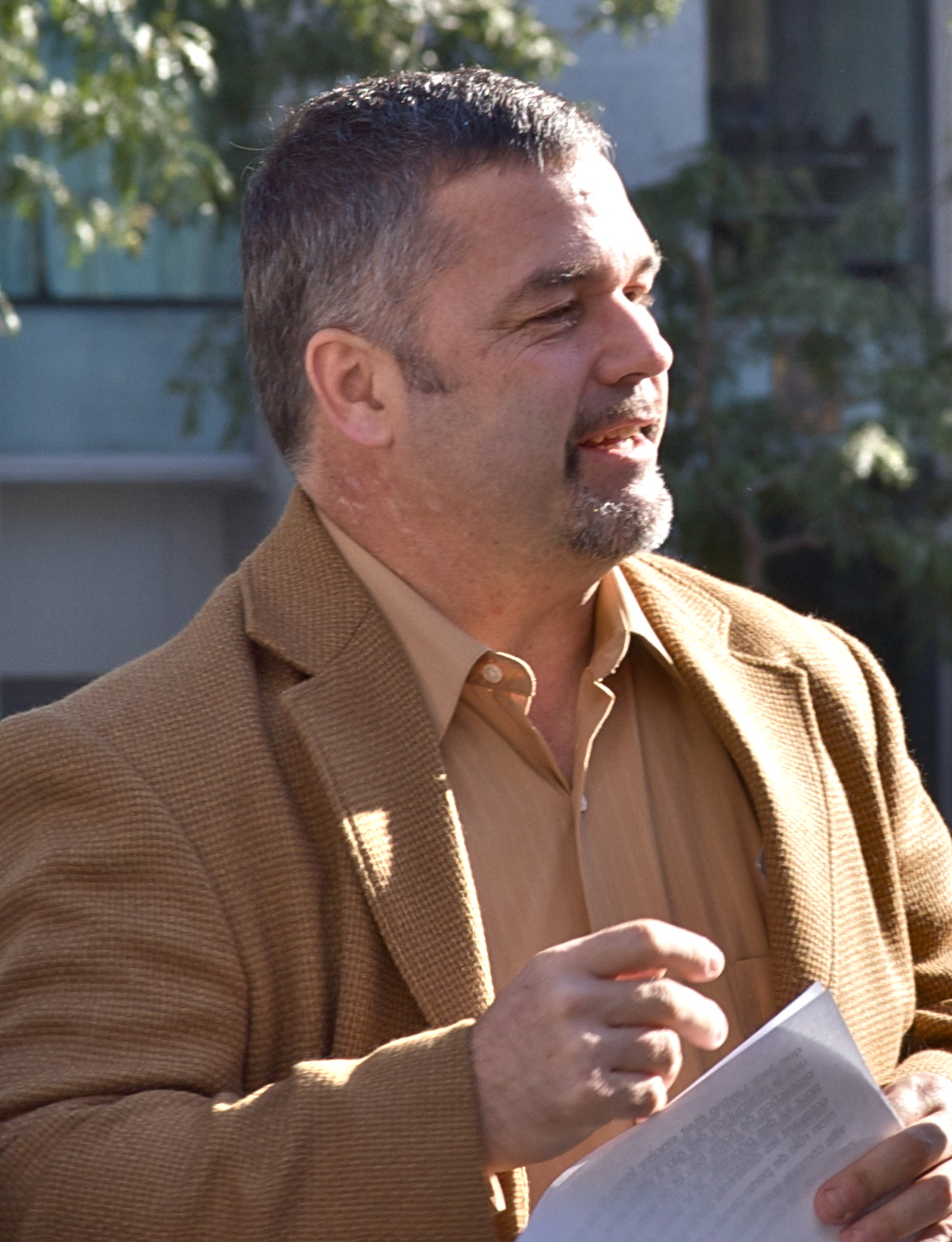
Daniel Breton est député de Sainte-Marie-Saint-Jacques de 2012 à 2014 pour le Parti québécois.

## Résultats électoraux
| |
| - Parti québécois - Parti libéral - Action démocratique (ancien) - Égalité (ancien) - Québec solidaire - Coalition avenir - Parti conservateur |

## Référendums
|  | Référendum                     | % du OUI | % du NON | Taux de participation |
|  | Accord de Charlottetown (1992) | 29,24 %  | 70,46 %  | 77,15 %               |
|  | Référendum de 1995             | 58,65 %  | 41,35 %  | 90,73 %               |